# Venhuizen (plaats)
Venhuizen is een plaats in de Nederlandse gemeente Drechterland. Het dorp ligt in de regio West-Friesland in de provincie Noord-Holland. Venhuizen ligt aan het Markermeer en de Westfriese Omringdijk en telt 4.335 inwoners (2023).

## Geschiedenis

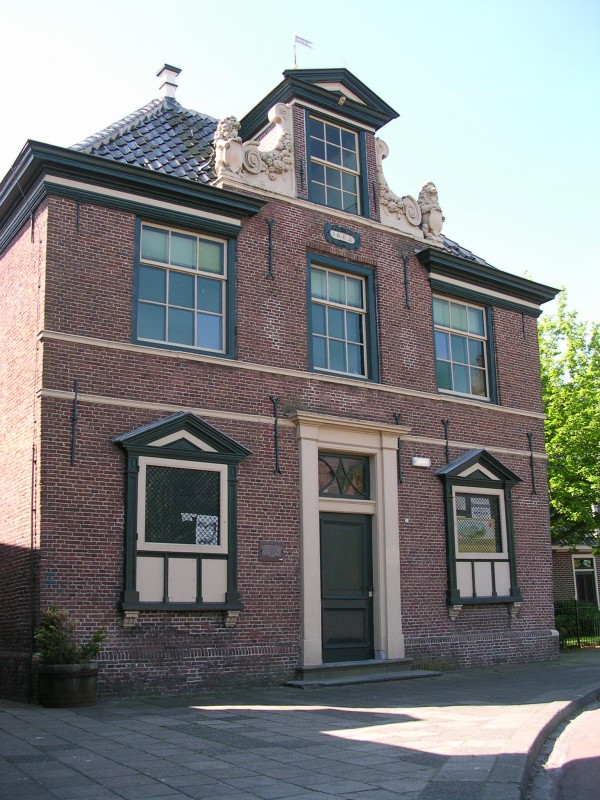
Het Koggehuis, tevens voormalig raadhuis

Op een kaart van het Hollands Noorderkwartier uit 1288 komt de plaats voor als Veenhusen. De plaatsnaam zou verwijzen naar huizen bij of in het veen gelegen. Op 2 februari 1414 werd de stede Venhuizen en Hem gevormd door hertog Willem VI van Beieren en samen kregen de dorpen toen een gezamenlijk stadsrecht en een rechtbank voor strafzaken en civiele zaken. De dorpen bleven in zo'n dorpencombinatie zelfstandig. Na de algemene invoering van de Franse wetgeving in 1811 werden de plattelandssteden en hun rechtbanken opgeheven. Op 1 januari 1812 werden de dorpen samengevoegd tot de gemeente Venhuizen.
In de 19e eeuw was Venhuizen nog steeds een lintdorp. De eerste nieuwbouwuitbreiding was ten oosten van het Twijver en aan de Kadijk . Van de jaren 1950 tot en met 1970 werden de losse oude buurtjes Twijver en Kadijk geheel onderdeel van het dorp Venhuizen door verdere uitbreidingen in oostelijke richting. In deze tijd werd ook een woonwijk gebouwd achter de Nederlands Hervormde kerk en ontstond er een tweedeling van het dorp op 800 meter afstand van elkaar.
In 1970 fuseerden de voormalige gemeentes van Schellinkhout en Wijdenes met de voormalige gemeente Venhuizen. Het Koggehuis was al tijden te klein en de oude OL-School tegenover de Hervormde kerk in Venhuizen was vlak na de Tweede Wereldoorlog in gebruik genomen als gemeentehuis. Ook dit gemeentehuis werd te klein voor de nieuwe, grotere gemeente en daarom werd de naastgelegen stolpboerderij van Het Koggehuis gekocht, verbouwd en in 1979 in gebruik genomen als het nieuwe gemeentehuis van de grotere gemeente.
Vanaf de jaren 1970 werd langzamerhand meer in oostelijke richting gebouwd vanaf het centrum totdat met de eeuwwisseling de uitbreidingen van de wijken 't Wierker en 't Padland Venhuizen tot een geheel maakten. De laatste uitbreiding van het dorp was in het zuiden. Tussen 2005 en 2019 werden in de nieuwe woonwijk Suyder Coghe bijna 200 woningen gebouwd .
In 2006 fuseerde de gemeente met gemeente Drechterland en kwam het gemeentehuis in Hoogkarspel. Bij het samengaan werd besloten de naam Drechterland als gemeentenaam te nemen voor de nieuw ontstane gemeente. De laatste burgemeester van de gemeente Venhuizen was Roy Ho Ten Soeng, de eerste allochtone burgemeester van Nederland.
In 2017 heeft de gemeente Drechterland een nieuwe visie vastgesteld voor het centrum van Venhuizen. In de nabije toekomst wordt het verbouwd en komt er een autoluw en groen dorpsplein met nieuwe woningen achter het oude gemeentehuis en tussen het Twijver en een nieuw te bouwen bypass ten westen daarvan.

## Verkeer & Vervoer

### Autoverkeer
Venhuizen is bereikbaar via de volgende provinciale wegen:
- Hoorn - Hoogkarspel - Venhuizen - Enkhuizen - Lelystad - Dronten - Kampen
- Hoorn - Wijdenes - Venhuizen - N307

### Openbaar vervoer
In het begin van de 20e eeuw was er in de regio behoefte aan beter vervoer van goederen en personen. Zodoende werd in 1903 de NV Spoorweg-Maatschappij "De Zuider Kogge" opgericht met als doel om de landbouw in Venhuizen en omgeving te laten floreren. In december 1913 werd de lijn officieel geopend en had Venhuizen een rechtstreekse verbinding met Hoorn en Bovenkarspel-Grootebroek via Schellinkhout en Wijdenes. Het dorp had drie stations aan de spoorlijn: 't Weijver, halte Venhuizen en stopplaats 't Buurtje. Echter, tussen 1925 en 1930 nam het gebruik van de tram af door de opkomst van het vervoer per auto. In mei 1935 kondigde de NS aan dat de lijn zou worden opgeheven en in december van datzelfde jaar werd de laatste rit gereden. In 1936 werd de vrije trambaan opgebroken. Vanaf toen waren de dichtstbijzijnde stations in Hoogkarspel en Bovenkarspel.
Tot ongeveer 1990 reed buslijn 147 (voorheen lijn J) tussen Hoorn en Enkhuizen via Hem en Venhuizen. Later werd de lijn ingekort tot Venhuizen, en rond 2000 werd de reguliere busdienst opgeheven en deels vervangen door een buurtbus. Deze buurtbus, lijn 412, rijdt van Hoorn via Schellinkhout, Wijdenes, Hem, Venhuizen, Hoogkarspel, Lutjebroek en Grootebroek naar Bovenkarspel. De buurtbus wordt gereden door vrijwilligers onder verantwoordelijkheid van Connexxion.

## Voorzieningen
Vanwege de grootte van het dorp heeft Venhuizen voor de omgeving een centrumfunctie. Het dorp heeft een dorpshuis, drogist, bibliotheek, huisartsenpraktijk, supermarkt en meerdere restaurants. De plaatselijke voetbalverenigingen zijn SV De Valken en ASV '55 (daarvoor VADA) Het dorp heeft daarnaast twee basisscholen: De Jozefschool en 't Padland, een ijsbaan (ijsbaan Teun Sluis) en een klein bos, genaamd het Padlandbos.

## Cultuur
Ieder jaar met Pinksteren vindt in Venhuizen de kermis plaats, alsmede de jaarlijkse kortebaandraverij. Ook heeft het dorp sinds 2017 in de lente een Food Festival, genaamd Food Festival Venhuizen. Het is het grootste openluchtrestaurant van West-Friesland en met ongeveer 10.000 bezoekers is dit een van de grootste evenementen in de omgeving.

## Bezienswaardigheden
- De Nederlands Hervormde kerk van het dorp dateert uit de 15e eeuw. In 2003 is het kerkgebouw getroffen door brand waarbij het dak, kerkinterieur en torenspits volledig zijn verwoest. In 2004 en 2005 zijn kap, tongewelven (met uitzondering van de schalkbeelden) en torenspits naar oud voorbeeld gereconstrueerd.
- De St. Lucaskerk is in 1956 gereedgekomen en gebouwd in een traditionalistische stijl, ontworpen door architectenbureau Van Oerle en Schrama. Het wordt lokaal soms ook wel de 'stoere kerk' genoemd. Deze nieuwe kerk was een vervanging voor een oudere, neogotische kerk van P. Snel uit het eind van de 19e eeuw.
- Het Koggehuis. Het oude raadhuis en een van de oudste gebouwen van het dorp. De cijfers '1662' zijn afkomstig van een ouder gebouw; het voormalige raadhuis dateert zelf uit het midden van de 18e eeuw.[6]
- Vijf kilometer van de 126 kilometer lange Westfriese Omringdijk ligt in Venhuizen (nog steeds grenzend aan open water, thans Markermeer). De dijk zoals hij er nu ligt is sinds de 16e eeuw langzamerhand verstevigd en verhoogd, met de laatste dijkversterking rond 2013. Vanaf de dijk heeft men uitzicht over het vlakke landschap van Venhuizen in het westen en het Markermeer in het oosten en het zuiden.

## Geboren
- Hendrik Offerhaus (1875-1953), roeier
- Dick Laan (1922-1990), politicus
- Ina Sjerps (1959), ambtenaar en bestuurder; sinds 2021 burgemeester van Harlingen
- Rob Compas (1966), wielrenner
- Mathieu Boots (1976), voetballer
- Rick Hooyboer (1974), voetballer
- Peter Koning (1990), wielrenner
- Nick Doodeman (1996), voetballer

## Afbeeldingen

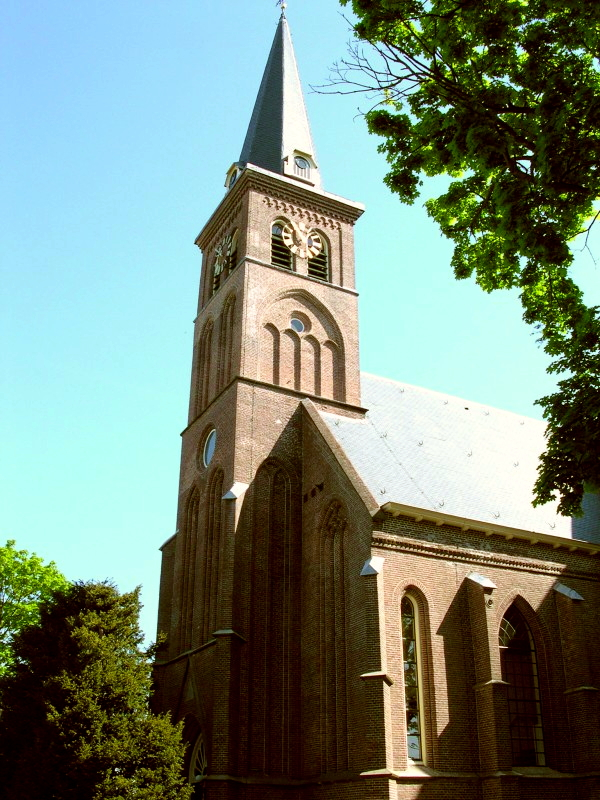
Nederlands-hervormde kerk
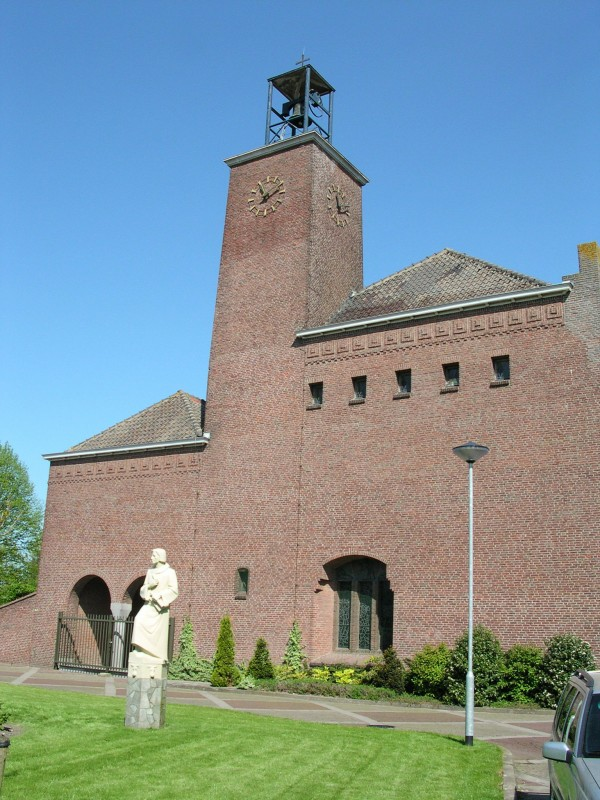
St. Lucaskerk
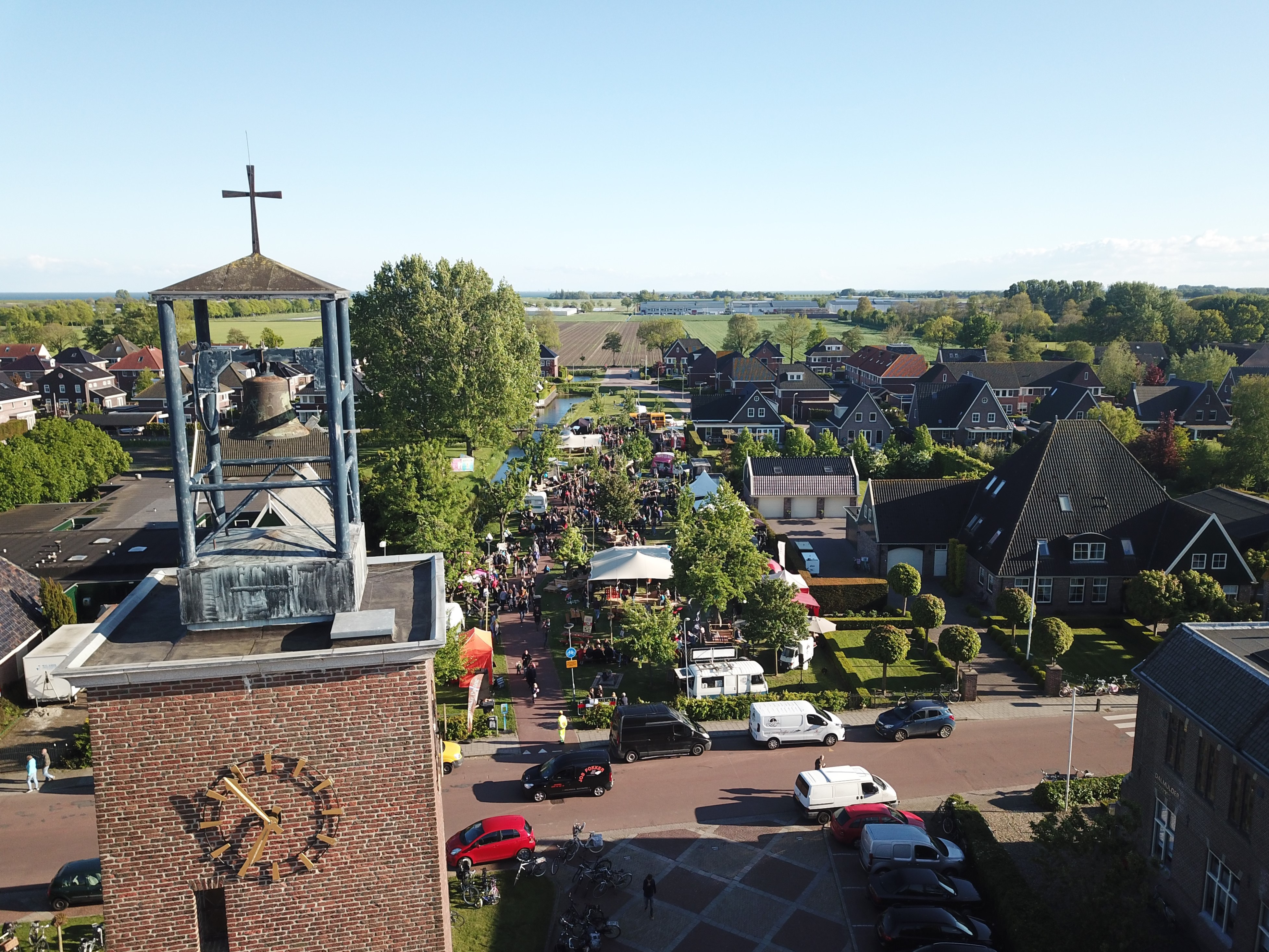
Uitzicht van de Lucaskerk op Food Festival Venhuizen
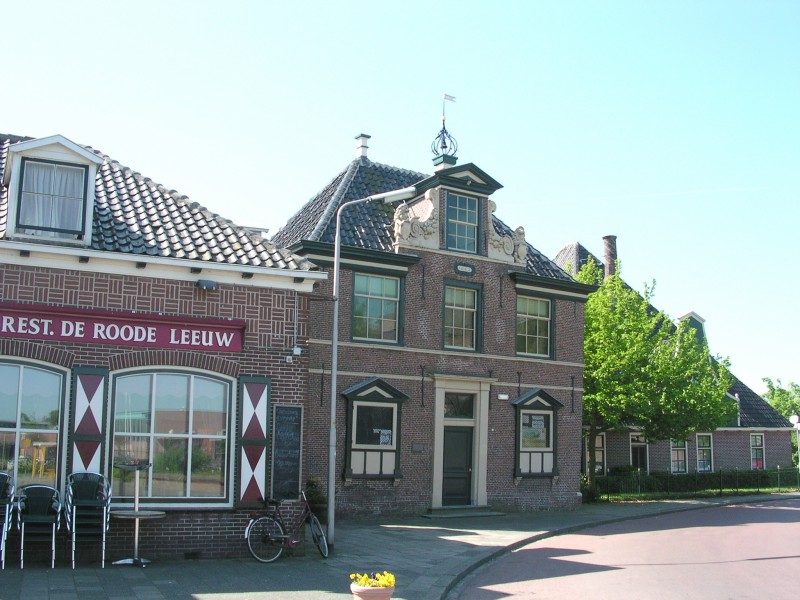
Restaurant naast het voormalige raadhuis
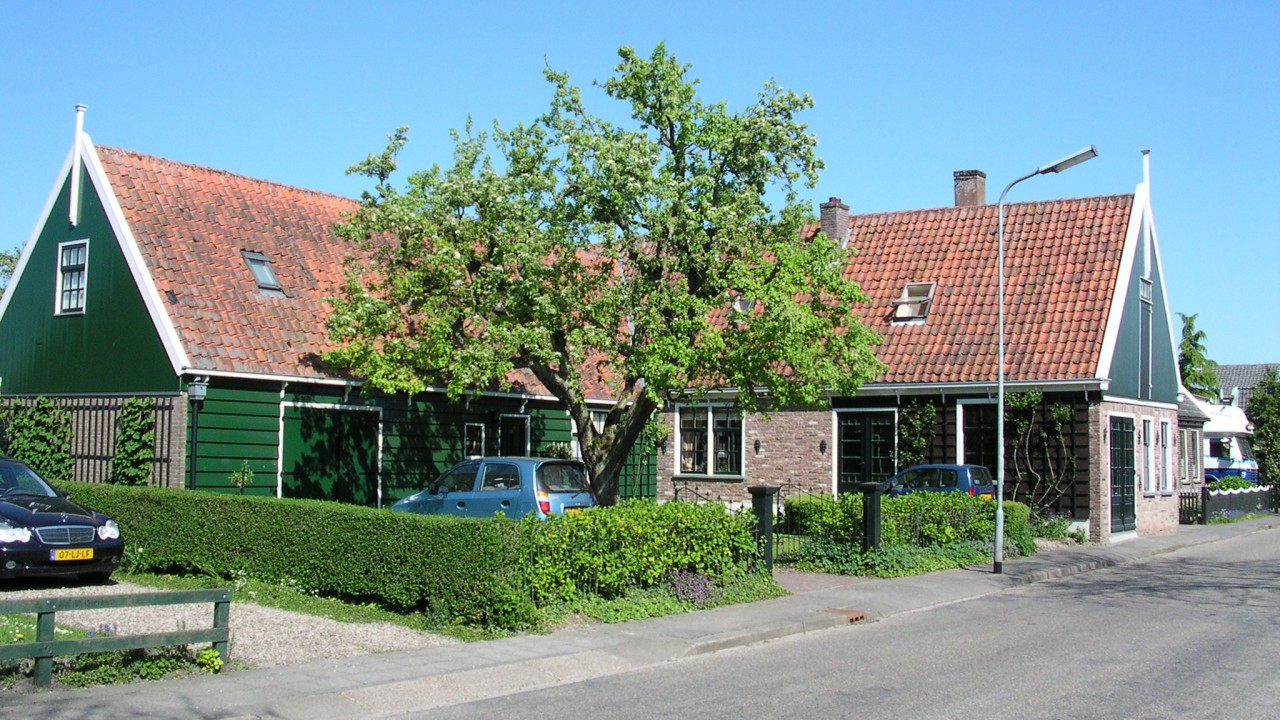
Een van de typerende huizen in Venhuizen
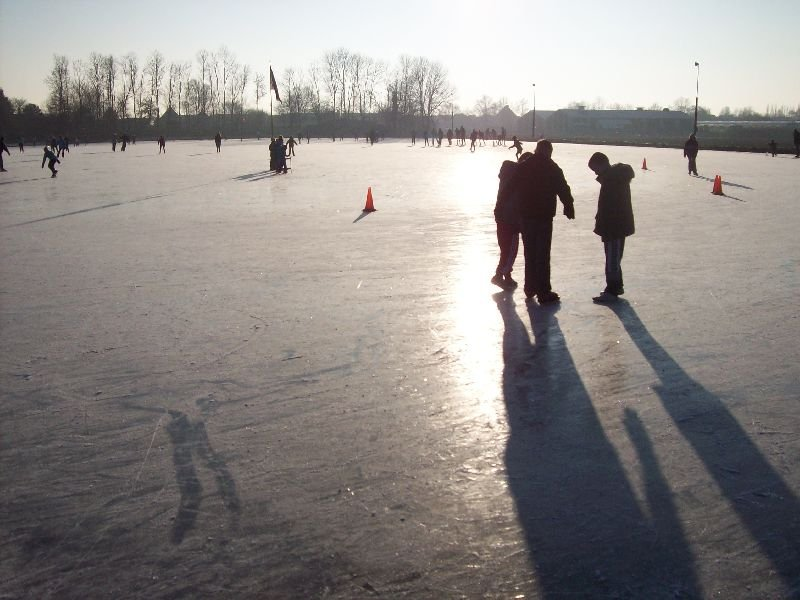
De Teun Sluis-ijsbaan in Venhuizen